# Gigantomaquia

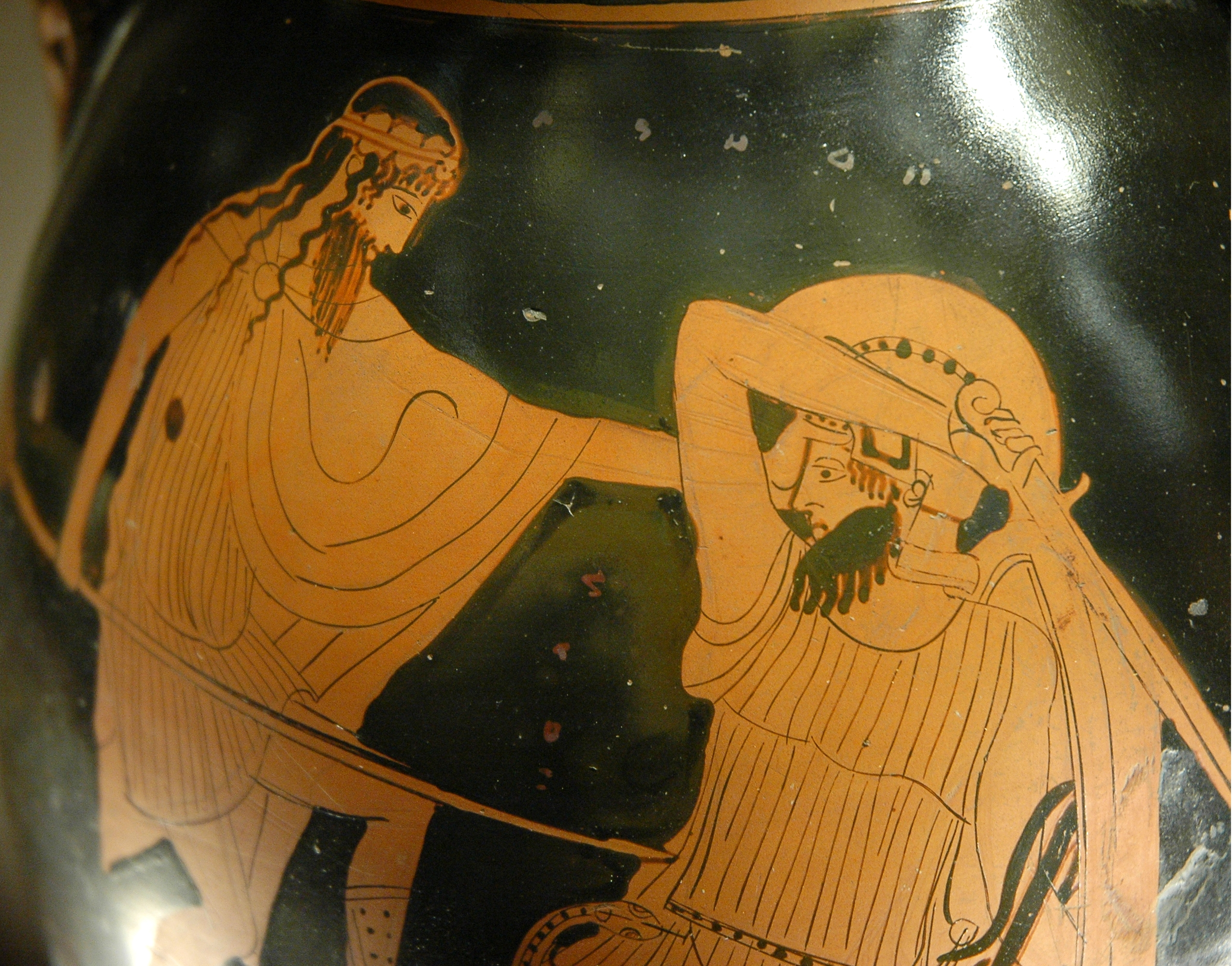
Dioniso lucha contra un gigante durante la Gigantomaquia, pelike ático de figuras rojas, c. 460 a. C., museo del Louvre.

La Gigantomaquia (en griego: Γĩγαντoμᾶχίᾱ, latín: Gigantomachĭa; literalmente ‘guerra de los gigantes’) es un episodio de la mitología griega, una teomaquia que enfrenta a los dioses olímpicos contra la tribu de los gigantes. Otras batallas similares sucedieron con la Titanomaquia o la Tifonomaquia (enemigos terrígenos, o ‘nacidos de la tierra’) y es que los autores tardíos suelen confundirlas.

## Eventos y sucesión de la teomaquia
Gea, irritada a causa de la derrota de los titanes, procrea con Urano a los gigantes. O bien nacieron de la Tierra y el Tártaro. Insuperables por su tamaño e invencibles por su fuerza, los gigantes mostraban un temible aspecto, con espesa pelambre pendiente de la cabeza y el mentón, y escamas de dragón (‘serpiente’) como pies. Habían nacido según unos en Flegra (‘tierra ardiente’), según otros en Palene. En su tierra de origen llevaron a cabo un ataque contra el cielo, armados con enormes rocas y troncos de árboles.
Aventajaban a todos Porfirión y Alcioneo y de hecho a Porfirión se lo consideraba como el rey de los gigantes. Higino nombra hasta veinticuatro gigantes pero es el único autor en citar un número concreto. Según otra versión, citada por Homero, antaño Eurimedonte, de corazón altivo, era el rey de las soberbias tribus de los gigantes y sus acciones insensatas llevaron a su pueblo a la ruina.
A los dioses se les había vaticinado que no podrían aniquilar a ningún gigante a menos que un mortal combatiera a su lado. Conociendo esto Gea busca una hierba o droga para que no pudieran ser vencidos ni por un mortal. Pero Zeus prohibió aparecer a Eos, Selene y Helios y, adelantándose, él mismo destruyó la sustancia y por medio de Atenea llamó a Heracles en su ayuda.
Los gigantes combatieron contra los dioses pero al final estos vencieron, especialmente con la ayuda de Heracles. A aquellos gigantes que no murieron y que se disponían a huir los destruyó Zeus alcanzándolos con sus rayos. Heracles remató con sus flechas a todos los moribundos. Los gigantes vencidos fueron enterrados por sus conquistadores bajo islas —volcánicas—. Cuando los dioses hubieron vencido a los gigantes, Gea, aún más encolerizada, se une a Tártaro y da a luz en Cilicia a Tifón. Pero otros dicen que la Tifonomaquia sucedió después de la Titanomaquia, obviando la Gigantomaquia.
Tras el final de la Gigantomaquia los dioses tuvieron su sede en Mecona (nombre antiguo de Sición), donde los dioses sortearon y repartieron por primera vez los honores tras la teomaquia.  Fue precisamente en Mecona donde Prometeo por primera vez intentó insultar la inteligencia de Zeus.

## Bando olímpico
| Olímpico | Gigante al que se enfrentó |
| -------- | --- |
| Afrodita | (No se menciona a ninguno concreto pero sí usaba su atractivo para engatusarlos).                                                     |
| Apolo    | Alecto, Efialtes, Hiperfante y Udeo.                                                                                                  |
| Ares     | Equídnada, Mimante y Péloro. |
| Artemisa | Alecto, Gratión e Hiperfante. |
| Atenea   | Alcioneo, Asterio, Encélado, Eríctipo, Mimante, Palante, Porfirión y Tifón.                                                           |
| Deméter  | Erisictón. |
| Dioniso  | Alpo, Ctonio, Éurito, Oranión y Peloreo.                                                                                              |
| Hécate   | Clitio. |
| Hefesto  | Mimante. |
| Helios   | Picóloo. |
| Hera     | Feto y Harpólico. |
| Heracles | Alcioneo, Efialtes, León y Páncrates. (Asaeteó a todos los moribundos).                                                               |
| Hermes   | Hipólito. |
| Moiras   | Agrio y Toante. |
| Poseidón | Atos y Polibotes. |
| Sileno   | Encélado. |
| Zeus     | Agástenes, Efialtes, Hiperbio, Milino, Ofión, Olimpo, Polibotes, Porfirión y Tifón. (También alcanzó con rayos a los supervivientes). |

Se mencionan a Temis y a Nike también apoyando a los olímpicos. También a los caballos Janto y Balio, que antes eran propiedad de los gigantes, lucharon en el bando olímpico.

## Gigantes individuales

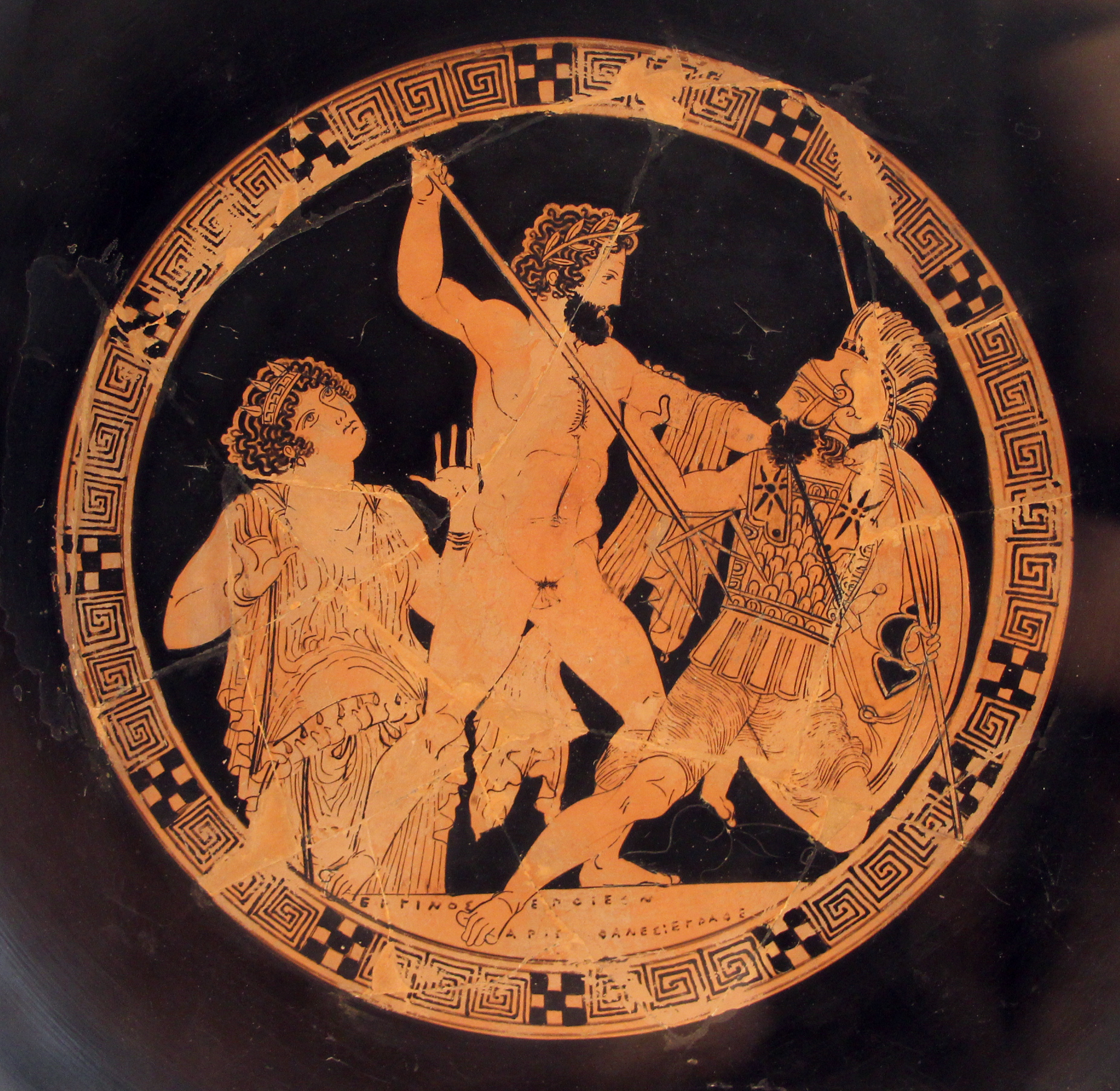
Fondo de la misma cílica de la imagen de arriba. Posidón derrota a Polibotes mientras Gea pide compasión para su hijo.

Estos son los nombres individuales de cada gigante que ha sido mencionado en la literartura y en las artes plásticas:
- Agástenes— Luchó contra Zeus.[16]

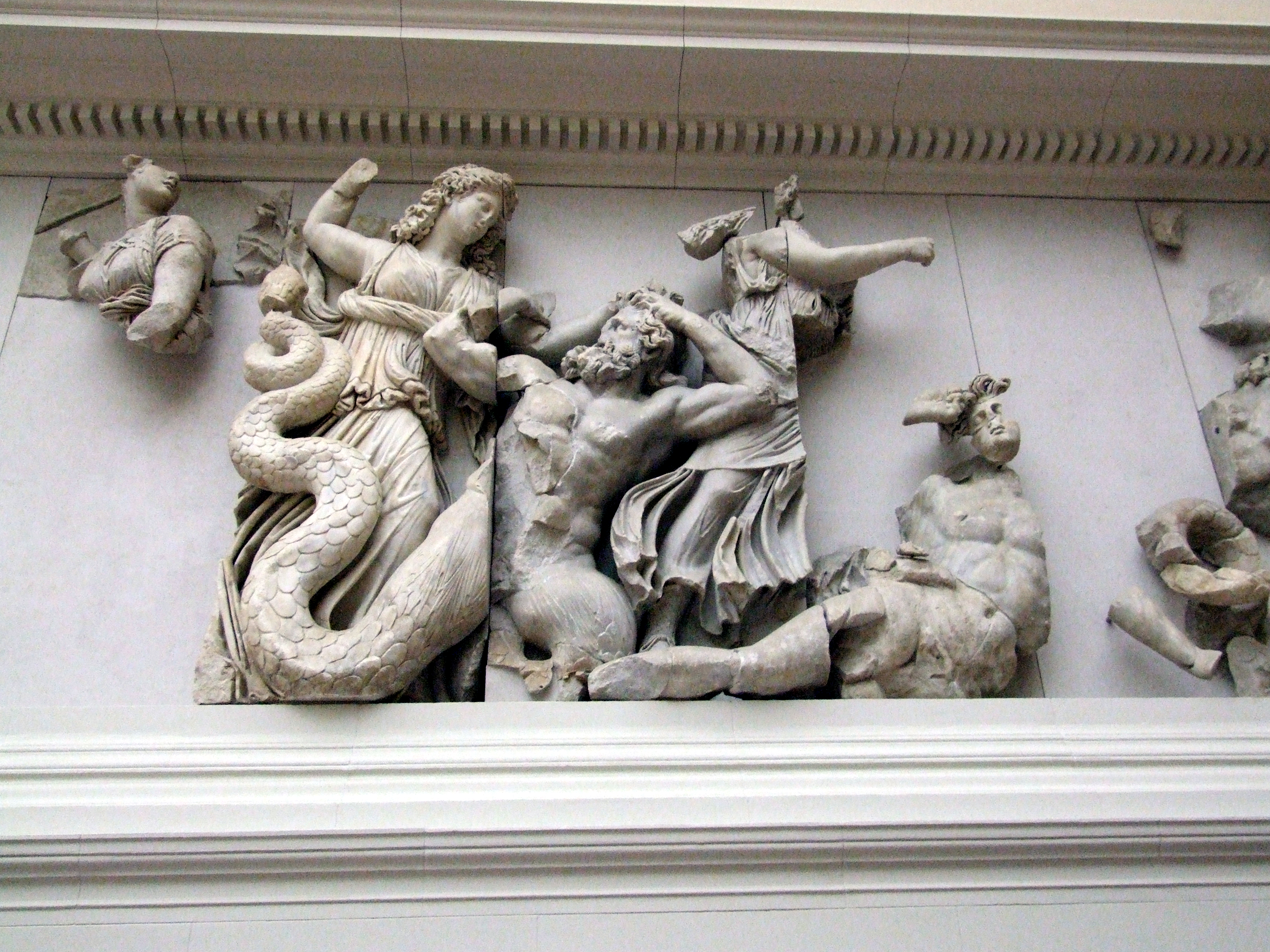
Armadas con sus mazas de bronce, las Moiras mataron a Agrio y Toante (Museo de Pérgamo, Berlín).

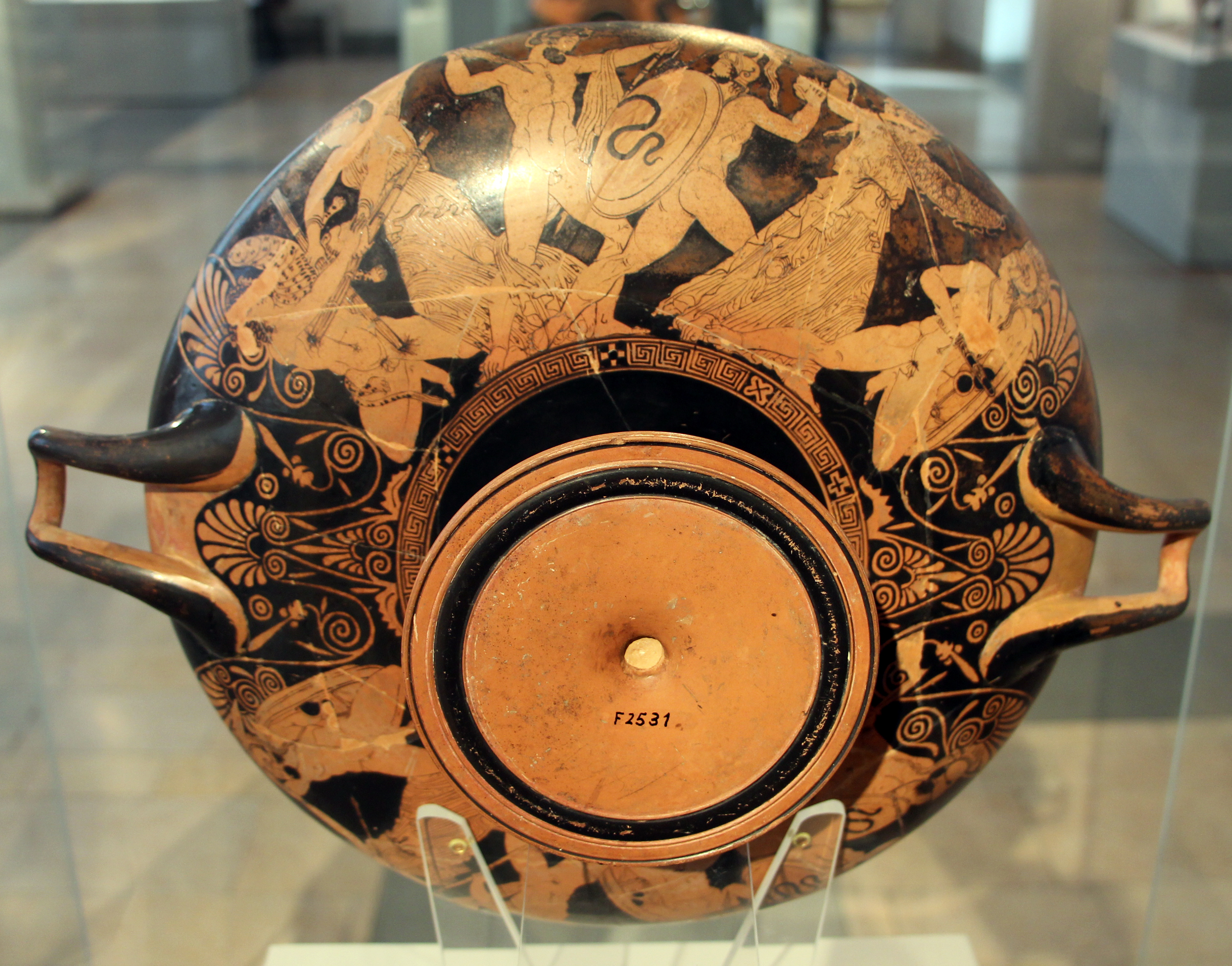
Cílica con gigantomaquia del pintor Aristófanes y el ceramista Ergino (hacia 410 a. C.) que se conserva en el Antikensammlung Berlin. En el friso exterior se representa la lucha de Ares contra Mimón, Apolo contra Efialtes, Hera contra Foitos, Zeus contra Porfirión, Atenea contra Encélado y Hécate contra Clitio.

- Agrio (Ἅγριος)— Las Moiras, armadas con mazas de bronce, mataron a Agrio y Toante.[1]
- Alcioneo (Ἀλκυονεύς)— Era inmortal mientras combatiera en su tierra natal y expulsó de Eritía las vacas de Helio. Heracles primero disparó su arco contra Alcioneo, quien al caer en tierra se reanimó. Por consejo de Atenea, Heracles lo arrastró fuera de Palene y de este modo acabó con él.[1] O bien Alcioneo era un gigante alado que sostuvo combate contra la propia Atenea.[17] Según Píndaro, era pastor y, en una batalla separada de la Gigantomaquia, fue asesinado por Heracles y Telamón, mientras viajaban por Flegra.[18] Alcioneo fue enterrado debajo del volcán Vesubio.[19]
- Alecto (Ἀλέκτος o Ἀλλέκτος)— Se opuso a Apolo y Artemisa.[20]
- Alpo (Ἄλπον)— Tenía cien cabezas de serpiente. Engullía a todos los que se atrevían a acercarse a su guarida, y era tal el terror entre los pastores de Sicilia. Dioniso lo derrotó introduciendo su tirso en su garganta.[21]
- Aristeo (Ἀρισταῖος)— Fue el único de sus hermanos en sobrevivir a la Gigantomaquia. Su madre Gea lo convirtió en un escarabajo, y así viajó al Etna, en Sicila, donde se dice que el fuego no puede quemarlo.[22] También luchó contra Hefesto.[16]
- Asterio, Asterias o Aster (Ἀστέριος, Ἀστερίας o Ἀστήρ)— Fue muerto por Atenea y su muerte, según algunos relatos, fue celebrada durante las Panateneas.[23]
- Atos (Ἄθως)— Poseidón le aprisionó debajo de la montaña que lleva su nombre, el monte Atos.[24]
- Bíatas— Uno de los gigantes.[20]
- Clitio (Κλύτιος)— Hécate mató a Clitio con teas.[1]
- Ctonio (Χθονιός)— Gea le convenció para luchar contra Dioniso, prometiéndole a cambio a Afrodita.[25]
- Ctonófilo— Uno de los gigantes.[17]
- Damástor (Δαμάστωρ)— Durante la batalla utilizó como arma arrojadiza una roca en la que se había transformado otro gigante, Palas.[26]
- Dámiso (Δάμυσος)— El más rápido de los gigantes que murió en la guerra contra los dioses. Quirón exhumó su cuerpo y extrajo el astrágalo de su pie, implantándolo en el talón de Aquiles.[27]
- Efialtes (Ἐφιάλτης)— Apolo flechó a Efialtes en el ojo izquierdo y Heracles en el derecho.[1] También luchó contra Zeus.[16]
- Egeón (Αἰγαίων)—  que poseía la capacidad de producir terremotos a su paso debido a su inconmensurable tamaño.[28]
- Encélado (Ἐγκέλαδος)— Atenea arrojó sobre un Encélado fugitivo la isla de Sicilia.[1] Eurípides dice Sileno se había jactado de matar a Encélado con su lanza.[29]
- Equídnada (Εχιδνάδης)— Su nombre significa tan solo «hijo de Equidna» (sin indicar la filiación paterna), que durante la batalla fue vencido por Ares. Tenía dos cuerpos en uno solo y escupía veneno, como su madre. Incluso Crono lo utilizó en la Titanomaquia para enfrentarse al rayo de Zeus.[30]
- Eríctipo— Luchó contra Atenea.[20]
- Erisictón— Deméter blandió un par de antorchas contra él.[17]
- Eubeo— Uno de los gigantes caídos.[16]
- Euforbo— Uno de los gigantes caídos.[16]
- Euribiante— Uno de los gigantes.[17]
- Eurimedonte (Εὐρυμέδων)— Uno de los gigantes.[16] Pudiera ser o no el mismo que el Eurimedonte llamado rey de los gigantes y padre de Peribea.[31]
- Éurito (Εὔρυτος)— Dioniso mató a Éurito con el tirso.[1]
- Feto (Φοιτιος)— Luchó contra Hera.[32]
- Gratión (Γρατίων)— Artemisa mató a Gratión.[1]
- Harpólico— Luchó contra Hera.[16]
- Hiperbio— Luchó contra Zeus.[16]
- Hiperfante o Hipertante— Se opuso a Apolo y Artemisa.[20]
- Hipólito (Ἱππόλυτος)— Hermes, cubierto con el casco de invisibilidad de Hades durante la lucha, mató a Hipólito.[1]
- León— Según Focio: «Heracles no llevaba la piel del león de Nemea, sino la de cierto León, uno de los gigantes muertos por Heracles al que había desafiado a combate singular».[33] También se mencionan gigantes con cabezas de león que se muestran en el friso de la Gigantomaquia del siglo II a. C. en el Altar de Pérgamo.[34]
- Milino (Μυλινος) — Cuando Zeus mató a los gigantes tampoco perdonó a Milino, que habitaba en Creta. No se sabe si Milino era uno de los gigantes aunque se lo relaciona al menos con ellos.[35]
- Mimante o Mimas (Μίμας)— Hefesto mató a Mimante lanzándole hierros candentes.[1] Según otros fue muerto por Ares[36] o bien luchó contra Atenea.[37]
- Mimón o Mimonte— Uno de los gigantes,[20] posiblemente el mismo que Mimas o Mimante.
- Molodro— Uno de los gigantes.[17]
- Óbrimo— Uno de los gigantes.[17]
- Octeo— Uno de los gigantes.[17]
- Ofión (Όφίων)— Zeus lo aplastó bajo una montaña llamada Ofionio.[38] No confundir con otro Ofión.
- Olíctor— Uno de los gigantes.[17]
- Olimpo (Ὄλυμπος)— Implícitamente uno de los gigantes según Ptolomeo Hefestion: «la tumba que pasa por la de Zeus en Creta es la de Olimpo, que recibió a Zeus, hijo de Cronos, lo crio y le enseñó cosas divinas; pero Zeus, según se dice, abatió a su padre adoptivo y maestro porque había empujado a los gigantes a atacarle a su vez; pero cuando hubo golpeado, ante su cuerpo se llenó de remordimiento y, como no podía aplacar su pena de otra manera, dio su propio nombre a la tumba de su víctima».[39]
- Oranión— Luchó contra Dioniso.[16]
- Palante o Palas (Παλλάς)— Atenea, habiendo arrancado la piel a Palante, con ella protegió su propio cuerpo en el combate.[1]
- Páncrates— Luchó contra Heracles.[16]
- Peloreo (Πέλορευς) o Péloro (Πέλορος)— Dioniso contra Peloreo[40] o bien Péloro fue muerto a manos de Ares.[41]
- Picóloo (Πικόλοος)— Solo mencionado por un autor tardío, dice que Picóloo huyó de la batalla y llegó a la isla de Circe donde intentó ahuyentarla. Helios, padre de la muchacha, agraviado, interpuso su escudo para protegerla y luego mató al gigante. Se dice que la legendaria planta de moly surgió por primera vez de la sangre de Picóloo cuando tomó contacto con el suelo.[42]
- Polibotes (Πολυβώτης)— Polibotes llegó a Cos perseguido a través del mar por Poseidón. Este desgajó la parte de la isla  llamada Nísiro y se la echó encima.[1] También se dice que luchó contra Zeus.[16]
- Porfirión o Porfirio (Πορφυρίων)— Era el rey de los gigantes.[4] En la batalla Porfirión atacó a Heracles y a Hera. Zeus le inspiró deseo por Hera, y cuando Porfirión le desgarró los vestidos queriendo forzarla y ella pidió ayuda, fue fulminado por Zeus y asaeteado por Heracles.[1] O le había prometido a Hebe por esposa.[43] O también se dice que luchó contra Atenea.[37]
- Tifón (Τυφών)— A veces es diferente de aquel que participó en la Tifonomaquia y a veces es uno de los gigantes de la Gigantomaquia.[35] Higino, por ejemplo, lo incluye en su nómina de gigantes,[44] y más adelante dice que el gigante Tifón y Equidna fueron los padres de los monstruos.[45] En otra fuente Tifón luchó contra Atenea, junto con Mimante, Porfirión y Encélado.[46] Otros dicen el rayo de Zeus fulminó a este gigante y así volvió de nuevo a la tierra.[47] Nono de Panópolis también lo denomina como uno de los gigantes.[48]
- Taro o Cantaro— Descrito solo huyendo.[20]
- Toante (Θόας) o Toonte (Θόων)— Las Moiras, armadas con mazas de bronce, mataron a Agrio y Toante.[1]
- Udeo— Flechado en el ojo izquierdo por Apolo.[17]

Higino menciona una nómina de gigantes cuyos nombres a menudo están corruptos, a saber: Encélado, Ceo, Elentesmofio, Astreo, Peloro, Palante, Énfito, Forco, Yenio, Agrio, Alemone, Efialtes, Éurito, Efracoridón, Teomises, Teodamante, Oto, Tifón, Polibotes, Menefíaro, Abseo, Colofomo y Jápeto. El autor confunde la naturaleza de los gigantes con otros seres preolímpicos y no se sabe si se trata de una variación del literato o es en cambio una versión en la que esos personajes actuaban en calidad de gigantes. Sea como fuere en las versiones más extendidas Ceo y Jápeto son dos titanes Uránidas; Astreo un titán de segunda generación; Forco o Forcis es un hijo de Ponto; Oto y Efialtes son los Alóadas, quienes también asaltaron los cielos en otro episodio; y finalmente Tifón participó en su propia guerra, la Tifonomaquia.

## La Gigantomaquia en el arte

### Escultura

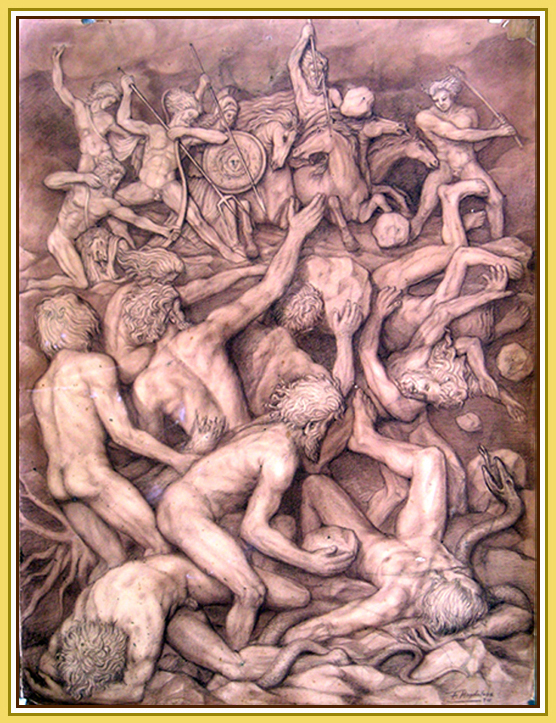
J.M. Félix Magdalena, Gigantomaquia, dibujo

La lucha de los gigantes con los dioses fue representada por Fidias en el interior del escudo de su estatua de Atenea. También se representa la Gigantomaquia en el Altar de Zeus de Pérgamo.

### Literatura
- Claudio Claudiano (370-408), escribió un poema La gigantomaquia, del que se conservan 128 hexámetros.

### Pintura
- En el palacio del Té de Mantua existe una sala llamada "sala de los gigantes" cuyas pinturas al fresco representan el tema de la gigantomaquia o caída de los gigantes, del pintor Giulio Romano (1499-1546).